# Hans Majestät får vänta (film, 1945)
Hans Majestät får vänta är en svensk komedifilm från 1945 i regi av Gustaf Edgren. I huvudrollerna ses Sture Lagerwall, Aino Taube, Åke Söderblom och Annalisa Ericson. 

## Om filmen
Filmen premiärvisades den 2 juli 1945 på biograf Skandia vid Drottninggatan i Stockholm. Den spelades in i Filmstaden Råsunda av Martin Bodin. Som förlaga har man Oscar Rydqvists pjäs Hans Majestät får vänta som uruppfördes på Komediteatern i Stockholm 1926. Pjäsen filmades 1931 i regi av Theodor Berthels, se Hans Majestät får vänta.
Hans Majestät får vänta har visats i SVT, bland annat 1978, 1996, 2000, 2004, 2019, 2020, i februari 2022 och i mars 2024.

## Rollista i urval
- Sture Lagerwall – kammarjunkare greve Carl-Johan Stjärna
- Åke Söderblom – Frans, hans betjänt
- Aino Taube – Eva Linde, telefonist
- Annalisa Ericson – Irene Knopp, hembiträde
- Julia Cæsar – Agneta Hermansson, Carl-Johans faster, ägare av Stjärnehof
- Hilding Gavle – Johan (Elof) Pireus, småländsk privatdiskontör
- Magnus Kesster – Marcus Lieberstein, pantlånare
- Saga Sjöberg – Magda Palmborg, Carl-Johans fästmö
- Katie Rolfsen – änkekonsulinnan Palmborg, Magdas mor
- Carl Hagman – baron Crusenhjelm
- Tord Bernheim – direktör Harry Ålund, Magdas kavaljer
- Olav Riégo – kammarherre i telefon
- Carin Swensson – fröken Lundberg, hembiträde på Dampensionat Femina
- Nils Dahlgren – Larsson, lakej
- Nils Nordståhl – polis på pensionatet
- Robert Ryberg – polis på pensionatet
- Elly Christiansson – Evas arbetskamrat
- Charlie Almlöf – servitör på Cecil

## Musik i filmen
- Kungliga Göta Livgardes marsch, kompositör J.W. Schubert, framförs instrumentalt av vaktparaden
- Cecil, kompositör Charles Redland, Sam Samson och Jack Geddes, instrumental
- Belle nuit d'amour (Stilla natt, o kärleksnatt - Stilla natt, o ljuva natt), kompositör Jacques Offenbach, fransk text Jules Barbier och Michel Carré, svensk text 1881 Ernst Wallmark, svensk text 1912 Emil Grandinson, sång Helga Görlin och Gertrud Pålson-Wettergren
- Quand j'étais roi de Béotie. Ur Orphée aux enfers (När jag var prins utav Arkadien. Ur Orfeus i underjorden), kompositör Jacques Offenbach, fransk text 1858 Hector-Jonathan Crémieux och Ludovic Halévy svensk text 1860 Louise Granberg, Ernst Wallmark svensk bearbetning 1860 August Blanche, sång Åke Söderblom med en specialtext av Karl-Ewert
- Min gamla farfars farfars farfars far, kompositör Nils Castegren, text Karl-Ewert, sång Åke Söderblom och Annalisa Ericson
- Wein, Weib und Gesang, vals, op. 333, kompositör Johann Strauss den yngre, instrumental
- In der Nacht wenn die Liebe erwacht (I natt dig jag möter), kompositör Jean Gilbert, text Oscar Ralf, instrumental
- Skansen, kompositör Jules Sylvain, instrumental
- The Farewell Waltz (Godnatt-valsen), kompositör Herbert Stothart, svensk text Tommy, instrumental
- Kinderszenen, op. 15. Träumerei, kompositör Robert Schumann, instrumental
- På Roines strand, text Zacharias Topelius, sång Margit Andelius